# Landsmannschaft der Deutschen aus Litauen
Die Landsmannschaft der Deutschen aus Litauen e. V. ist ein Vertriebenenverband im Bund der Vertriebenen (BdV). Die Landsmannschaft  ist in Landesverbänden organisiert. Sie wurde 1951 gegründet und hatte bald weit über 10.000 Mitglieder. Heute sind es nur noch knapp 1000.

## Geschichte
Während die Vertriebenen aus Lettland und Estland in der Deutsch-Baltischen Gesellschaft organisiert sind, entschieden sich die Vertriebenen aus Litauen für einen eigenen Verband. Dies geht auf historisch begründete kulturelle Unterschiede zurück. Während die Baltendeutschen im Zuge der Eroberungen des Deutschen Ordens im 13. und 14. Jahrhundert einwanderten und eine Führungsschicht bildeten, kamen die Litauendeutschen erst im 18. Jahrhundert in das (katholische) Polen-Litauen und bildeten eine bäuerliche Volksgruppe.
Im Hitler-Stalin-Pakt wurde eine sowjetische Besetzung Litauens und eine Umsiedlung der Deutschen ins Reich beschlossen. Im Jahr 1941 wurden daher etwa 52.000 Personen umgesiedelt. Nach der deutschen Besetzung Litauens kehrte etwa ein Fünftel wieder zurück bis 1944 erneut eine Fluchtwelle vor der Roten Armee einsetze.

### Aufgaben
Die Landsmannschaft übernahm anfangs insbesondere soziale Aufgaben. Im Mittelpunkt stand die Unterstützung der Vertriebenen bei der Eingliederung in die Bundesrepublik. Dabei führte sie zum Teil die Aufgaben des Hilfskomitees der Deutschen aus Litauen im Hilfswerk der Evangelischen Kirche in Deutschland fort. Zu den Aufgaben gehörte ein Reise- und Besuchsdienst für oft verstreut lebende Landsleute, Hilfslieferungen, Altenbetreuung, Erholungsreisen für Kinder, seelsorgerische Betreuung. Zunehmend wurde die soziale Arbeit durch die Traditionspflege und kulturelle Aktivitäten abgelöst.

### Periodika
Seit Januar 1950 verfügt die Landsmannschaft mit Die Raute – Kultur- und Nachrichtenblatt der Deutschen aus Litauen (ISSN 0949-8974) über eine Verbandszeitung. Die Raute wurde im Jahr 1950 unter dem Titel Heimatstimme vom Hilfskomitee der Deutschen aus Litauen im Hilfswerk der evangelischen Kirche in Deutschland, einem der Vorgänger des heutigen Verbandes gegründet.
Die Landsmannschaft der Deutschen aus Litauen ist Herausgeber einer Reihe von Jahrbüchern der Deutschen aus Litauen unter dem Titel Heimatgruß.

### Personen
Albert Unger (* 8. Januar 1914 in Tamulischken, Litauen) war seit 1954 ununterbrochen Vorsitzender der Landsmannschaft der Deutschen aus Litauen in Nordrhein-Westfalen. Er ist Autor des Buches Der Auszug der Deutschen aus Litauen und seit 1970 Redakteur des Nachrichtenblattes der Deutschen aus Litauen Die Raute.
Derzeitiger Bundesvorsitzender ist Hardy Mett.